# Опсада Солуна (611)
Опсада Солуна 611. године, а касније и Опсада Цариграда, је заправо кулминација геополитчких прилика на Балкану током VII века, изазвана врло бројним и агресивним ширењем словенских племена у времену када је Византија била заузета својим тешким и напорним кризама и борбама на истоку.

## Увод
Словени су били врло експанзивни. Њихова насеља хватају у VII веку од Црног мора па све до баварске границе, а судећи по јачини њихових чета не изгледа да су била много ретка. Године 611. Словени већ проваљују и у Истру и силно је пљачкају, а у исто време туку се и по Баварској. Друге словенске чете харају далеко и дубоко по Византији. Управо звог ове агресивне експанзије Словена, мноштво породица из дунавских, панонских и дачких области, а поименице се спомиње становништво из Ниша и Софије, се одлучило да побегне од ове најезде Словена, и избегне у Солун.

## Опсада Солуна

### Увертира
Солунска легенда о св. Димитрију казује како се дигао огромни словенски народ разних племена, Драговића, Сагудата, Велегезита, Вајонита, Верзита и других (од којих нека, судећи по називу, нису била словенска), и како је опљачкао не само унутрашњост већ је, на чуновима, стигао и опленио и сву Тесалију, околна острва, заједно са Кикладима, сву Ахају, Епир, велик део Илирика и чак један део Азије, опустошио многе градове и покрајине и напао, најзад, и сам Солун.

### Опсада
Напад је ивршен и са мора и са сува. Да то није имао бити прост пљачкашки напад закључивало се у Солуну по томе што су са нападачима биле и њихове жене са пртљагом, спремне да се настане ту одмах после пада града. Као и у претходим покушајима додуше, ни овај напад није успео. Словенски бродари, сувише збијени са чуновима, тако су лоше маневрисали приликом општег јуриша на град, да су се многобројни чамци сопственом кривицом изврнули и изазвали општу забуну флоте. Сам словенски вођа, Хацон, био је заробљен и после каменован.

## Последице
Иако по други пут поражени при опсади Солуна, Словени ипак не напуштају план да се некако дочепају Солуна, те позивају кагана у помоћ. Каган се одазвао позиву тек након две године, али и поред бројних армија које је сакупио, укључујући и „сва племена варварска" заједно са Словенима и Бугарима, Солун је опет одолео нападима.